# Mauricio de Montreal
Mauricio de Montreal (en francés: Maurice de Montréal; fallecido después de 1153, pero antes de 1161) fue el señor de Transjordania desde aproximadamente 1148 hasta su muerte.
Después de la muerte su tío Payen el Mayordomo, señor de Transjordania, Mauricio se convirtió en su sucesor. Como señor de Transjordania residía en el castillo de Montreal.
En una carta de 1152 Mauricio donó tierras a la Orden de San Juan de Jerusalén. En 1153 Mauricio participó como vasallo de Balduino III de Jerusalén en el asedio de Ascalón. Después su muerte el señorío volvió al dominio real, pero Mauricio tenía una hija y heredera, Isabel, pero aún no está claro por qué volvió a ser restituida nuevamente sólo cuando se casó con Felipe de Milly alrededor 1160.